# Karl-Marx-Graben
Der Karl-Marx-Graben ist ein etwa 3,52 km langer Bach und ein orographisch linker Zufluss des Eckbachs. Er verläuft auf ganzer Länge innerhalb der rheinhessischen Stadt Worms (Rheinland-Pfalz).

## Verlauf
Der Ursprung des Karl-Marx-Grabens liegt auf etwa 95 m ü. NHN südwestlich des Wormser Stadtkerns am Rande der Klosterstraße, an der entlang er zunächst etwa 800 m nach Süden fließt und den Wormser Südwesten entwässert.
Am Ende der Klosterstraße trifft er auf den von rechts aus Südwesten kommenden wasserreicheren Eisbach, in den er früher mündete. Diese Mündung wurde im 20. Jahrhundert geschlossen, um den Wormser Südosten weniger anfällig gegen Eisbachhochwasser zu machen. Seither ist der Karl-Marx-Graben von dieser Stelle an kanalisiert und biegt links vor dem Eisbach nach Nordosten ab, um gemeinsam mit diesem die Landesstraße 523 (Worms–Bobenheim-Roxheim) zu unterqueren und parallel neben dem Eisbach herzufließen. Nach etwa 800 m wird der Karl-Marx-Graben – mittlerweile in Dammlage – nach rechts über den Eisbach hinweggeleitet und nach Südosten geführt. Dabei passiert er den Nordostrand des Wormser Flugplatzes und unterquert die Kreisstraße 7, die Verbindungsspange zwischen der Bundesstraße 9 (Mainz–Ludwigshafen) und der Landesstraße 523.
Nach 1,9 km fließt er im Wormser Ried in östlicher Richtung unter der B 9 hindurch und mündet unmittelbar danach auf etwa 91 m Höhe von links in den Eckbach.